# Station Tarnowskie Góry Wąskotorowe
Station Tarnowskie Góry Wąskotorowe is een spoorwegstation in de Poolse plaats Tarnowskie Góry.